# Rennrodel-Juniorenweltmeisterschaften 1988
Die 4. Juniorenweltmeisterschaft im Rennrodeln wurde im Januar 1988 in der Südtiroler Gemeinde Olang ausgetragen. Der Doppelsitzer der Junioren wurde am 24. Januar entschieden; bei Temperaturen um − 7 °C werden die Bedingungen als „gut“ bezeichnet. Das Starterfeld umfasste Teilnehmer aus 13 Nationen, unter anderem aus Italien, der Deutschen Demokratischen Republik, der Bundesrepublik Deutschland, den Vereinigten Staaten und der Sowjetunion.

## Ergebnisse

### Einsitzer der Juniorinnen
| Rang | Sportlerin          | Nationalität                                                | Endzeit      |
| ---- | ------------------- | ----------------------------------------------------------- | ------------ |
| 1    | Gerda Weißensteiner | Italien                                                     | 1:44,116 min |
| 2    | Dana Riedel         | Deutsche Demokratische Republik (SC Traktor Oberwiesenthal) | 1:44,173 min |
| 3    | Swetlana Wargas     | Sowjetunion                                                 | 1:44,471 min |
| 4    | Lilia Ludan         | Sowjetunion                                                 |              |
| 5    | Christina Knauer    | Deutsche Demokratische Republik                             | 1:44,771 min |
| 6    | Sylke Otto          | Deutsche Demokratische Republik                             | 1:44,905 min |
|      |                     |                                                             |              |
| 21   | Silke Kraushaar     | Deutsche Demokratische Republik                             | 1:47,935 min |

### Einsitzer der Junioren
| Rang | Sportler               | Nationalität                    | Endzeit      |
| ---- | ---------------------- | ------------------------------- | ------------ |
| 1    | Kurt Brugger           | Italien                         | 1:51,335 min |
| 2    | Wilfried Huber         | Italien                         | 1:51,482 min |
| 3    | Gerhard Plankensteiner | Italien                         | 1:51,704 min |
| 4    | Daniel Ray             | Vereinigte Staaten              |              |
| 5    | Mario Swieder          | Deutsche Demokratische Republik | 1:52,157 min |
|      |                        |                                 |              |
| 8    | Ronny Schneider        | Deutsche Demokratische Republik | 1:52,679 min |
| 12   | Jörg Schöler           | Deutsche Demokratische Republik | 1:53,346 min |
| 17   | Alexander Bau          | Deutsche Demokratische Republik | 1:54,643 min |

### Doppelsitzer der Junioren
| Rang | Sportler                          | Nationalität                                           | Endzeit      |
| ---- | --------------------------------- | ------------------------------------------------------ | ------------ |
| 1    | Marco Ernst Olaf Paschold         | Deutsche Demokratische Republik (ASK Vorwärts Oberhof) | 1:08,786 min |
| 2    | Jason Mully Lance Kirley          | Vereinigte Staaten                                     | 1:09,158 min |
| 3    | Kurt Brugger Wilfried Huber       | Italien                                                | 1:09,377 min |
|      |                                   |                                                        |              |
| 6    | Yves Mankel Thomas Rudolph        | Deutsche Demokratische Republik                        | 1:09,975 min |
| 10   | Mario Langenhan Andreas Bernhardt | Deutsche Demokratische Republik                        | 1:10,078 min |

### Medaillenspiegel
| Rang | Nation                          | Gold | Silber | Bronze | Gesamt |
| ---- | ------------------------------- | ---- | ------ | ------ | ------ |
| 1    | Italien                         | 2    | 1      | 2      | 5      |
| 2    | Deutsche Demokratische Republik | 1    | 1      | 0      | 2      |
| 3    | Vereinigte Staaten              | 0    | 1      | 0      | 1      |
| 4    | Sowjetunion                     | 0    | 0      | 1      | 1      |